# Halle de Laparade
La halle est un édifice située à Laparade, en France.

## Localisation
La halle est située dans le département français de Lot-et-Garonne, à Laparade, place de l'église.

## Historique
À la fin du XVIe siècle l'ancienne halle a été transformée en temple protestant en la fermant par des murs élevés en torchis. Après la révocation de l'édit de Nantes avec l'édit de Fontainebleau de 1685, le temple est démoli.
La ville de Laparade va alors voir sa population diminuer par le départ des protestants.
D'après J. Caubet la halle actuelle a été construite en 1762.
La halle et les deux puits situés à côté ont été inscrits au titre des monuments historiques le 5 décembre 1984,.

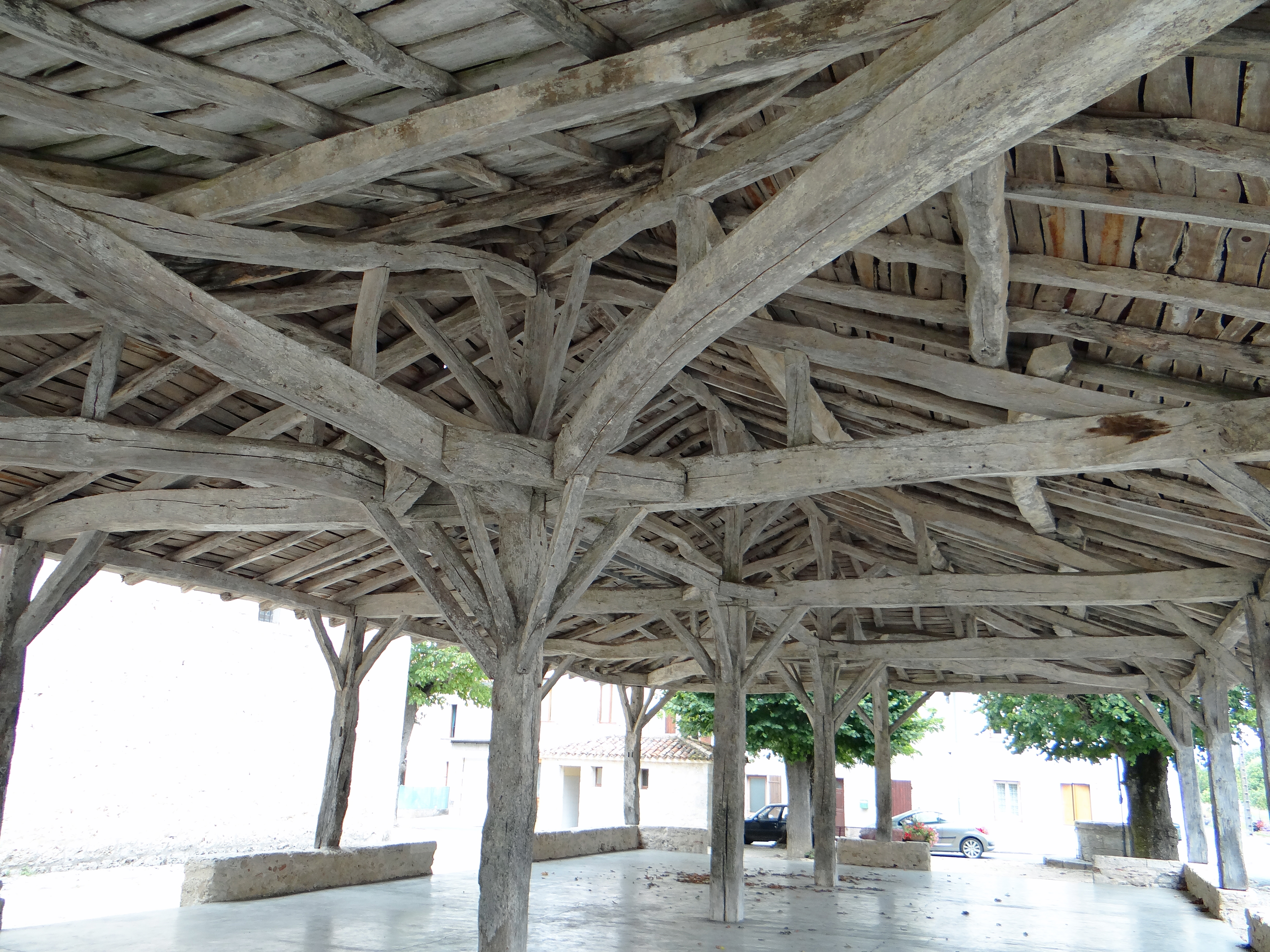
Charpente de la halle

## Description
La halle est rectangulaire. Elle est entourée d'un muret en maçonnerie interrompu pour permettre l'accès à deux endroits sur les longueurs, et à deux autres sur les largeurs. Douze piliers de bois supportant les sablières de la charpente sont montés sur ce muret. Le centre de la halle est occupé par les trois piliers servant de poinçons à la charpente qui reposent directement sur le sol.
C'est une toiture à quatre pentes. Elle est couverte de tuiles canal.